# Широкополосные сигналы
Широкополосные сигналы — радиосигналы, ширина спектра которых сравнима с центральной частотой. Иногда используется коэффициент 1/10, то есть если ширина спектра составляет около 1/10 от частоты, на которой передается сигнал, то сигнал считается широкополосным. При более узком спектре сигнал будет узкополосным, при более широком — сверхширокополосным.